# Acacia aciphylla
Acacia aciphylla é um arbusto pertencente ao género Acacia e ao subgénero Juliflorae. É nativo da região Centro-Oeste da Austrália Ocidental.

## Descrição
O arbusto é espinhoso com um hábito denso e espesso tipicamente crescendo a uma altura de 0.6 to 1.8 m (2 to 6 ft). Possui ramificações glabras e filódios. Os filódios sésseis são decorrentes de ramificações. São rígidos, eretos, retos e terete a ligeiramente rômbico em seção transversal. Cada filódio tem 6 to 12 cm (2.4 to 4.7 in) de comprimento com um diâmetro de cerca de 1.5 mm (0.06 in). Floresce de julho a setembro, produzindo flores amarelo-douradas densamente compactadas. As inflorescências são simples com duas encontradas 2 por axila. As cabeças de cada inflorescência têm uma forma obloide e têm cerca 6 to 9 mm (0.24 to 0.35 in) de comprimento com um diâmetro de cerca de 2 mm (0.08 in). Após a floração, são produzidas vagens de sementes que têm uma forma linear ligeiramente elevada entre as sementes. as vagens são retas com um comprimento de cerca de 9 cm (4 in) e uma largura de 2.5 mm (0.10 in).

## Classificação
A espécie foi descrita formalmente pela primeira vez pelo botânico George Bentham em 1855 no trabalho Plantae Muellerianae: Mimoseae como publicado no trabalho Linnaea: ein Journal für die Botanik in ihrem ganzen Umfange, oder Beiträge zur Pflanzenkunde. Sinônimos para a espécie incluem Racosperma aciphyllum.
Duas variedades são reconhecidas :
- Acacia aciphylla var. aciphylla
- Acacia aciphylla var. leptostáquio

## Distribuição
A planta crescerá em solos arenosos, argilosos e lateríticos e em afloramentos graníticos e cumes rochosos  em comunidades mistas arbustivas. Tem uma distribuição quebrada entre Kalbarri, Mullewa e Morawa.